# Hôtel de Beaumont
L'hôtel de Beaumont est un hôtel particulier, construit au XVIIIe siècle, qui se dresse sur le territoire de la commune française de Valognes dans le nord du département de la Manche, en région Normandie. C'est le plus bel exemple de ce qu'a pu être le Versailles normand à cette époque. Au XVIIIe siècle, Valognes comptait plus de cinquante hôtels particuliers. Seuls une quinzaine ont survécu aux bombardements des 6, 7 et 8 juin 1944.
L'édifice est partiellement protégé au titre des monuments historiques.

## Localisation
L'hôtel de Beaumont est situé à l'angle des rues du Petit-Versailles et Barbey-d'Aurevilly à Valognes, dans le département français de la Manche. Le bâtiment est parallèle à la rue Barbey-d'Aurevilly. La cour principale donne sur cette rue alors que le jardin s'étend à l'est du corps de logis.

## Historique
Au XVIIe siècle, sur le site de l'actuel hôtel de Beaumont, se dresse un pavillon de pierre de taille couvert d'ardoises d'Angleterre d'un vaste château avec son domaine, possession du marquis de Fontenay (Saint-Marcouf), Hervé II Le Berceur. Vers 1695,, le comte de Beaumont-Hague, Charles Jallot, acquiert du marquis de Fontenay, le pavillon et entame des travaux d'extension et de modernisation et laisse son nom à l'hôtel particulier.
Pierre-Guillaume Jallot (1710-1771), comte de Beaumont, neveu de Charles, hérite en 1718 de son oncle. Les Jallot était une des plus anciennes familles de la Hague, et l'une des plus riches, tirant ses revenus de la course en mer. C'est Pierre-Guillaume qui, à partir de 1767, transforme le pavillon en hôtel particulier avec l'aide de l'architecte Raphaël de Lozon,.
Pierre-Guillaume meurt en 1771 et laisse deux fils et une fille qu'il a eu d'Anne-Françoise de Cairon de La Pallu. Le garçon, l'aîné, Charles-Jean, meurt jeune, le second, Marie-Bonaventure Jallot, nouveau comte de Beaumont émigre à la Révolution. Leur sœur, Jeanne-Félicité Jallot, épouse le comte de Mesnildot, Jacques-Louis-Gabriel du Mesnildot, qui lui aussi émigre en 1792. Anne-Françoise, ayant perdu la raison, mise sous curatelle par ses fils, restera cloîtrée trente-quatre ans dans la chambre du château de Beaumont, à Beaumont-Hague, où elle meurt en 1806,.
Pillée et déclarée bien national, n'ayant pas trouvé de preneur, la propriété devient maison de détention puis est louée à la ville pour accueillir la recette des finances avant que la famille de Mesnildot puisse la récupérer. À la mort en 1843 de Marie-Bonaventure Jallot de Beaumont, c'est son neveu Louis du Mesnildot qui avait hériter de l'hôtel avec d'autres biens estimés à cent mille francs or de l'époque.
À la fin du Premier Empire, l'hôtel de Beaumont est occupé par les Prussiens. Après avoir été entre différentes mains, en 1882, la comtesse d'Aigneaux, Sophie de Mesnildot, vend la demeure à M. Debains. Elle devient ensuite propriété du comte Froidefond de Florian, ministre plénipotentiaire, qui l'acquiert en 1897.
Pendant la Seconde Guerre mondiale, la Wehrmacht occupe l'hôtel, qui sert également de mess aux officiers allemands. En 1944, le maréchal Erwin Rommel y séjourne. Endommagé par les bombardements qui ont ravagé Valognes en juin 1944, le comte Xavier de Florian restaure le bâtiment. À sa mort, en 1955, ce sont ses neveux, de la famille des Courtils, qui reprennent les travaux de restauration afin de lui redonner son éclat d'antan. Il est aujourd'hui la possession de la comtesse Claire des Courtils.
Anecdote
La nouvelle de Jules Barbey d'Aurevilly, Le dessous des cartes d'une partie de whist, a pour cadre l'hôtel de Beaumont.

Blason de la famille des Courtils.

## Description
L'hôtel de Beaumont se présente sous la forme d'un long bâtiment composé d'un avant-corps central en arrondi couleur sable, qu'entoure deux ailes plates. L'aile gauche date de la première moitié du XVIIe siècle, alors que l'aile droite, comme le corps central sont de la seconde moitié du XVIIIe siècle. L'ensemble de style rocaille tardif a été achevé en 1771.
Haut d'un étage sur rez-de-chaussée surélevé, l'imposante façade longue de cinquante mètre, s'éclaire par deux niveaux de baies. L'avant-corps, péristyle de style Régence, en saillie et en léger arrondi, précédé d'un perron, arbore à l'étage un balcon en fer forgé surmonté d'un fronton incurvé dont le tympan est rehaussé d'écussons sculptés. Les armoiries, martelées à la Révolution figurent les armes de Pierre-Guillaume Jallot de Beaumont : d'azur au chevron d'argent chargé de trois merlettes de sable et accompagné de trois trèfles d'or, 2 et 1 et de son épouse Anne-Françoise de Cairon de La Pallu : de gueules à trois coquilles d'argent. Ses baies en plein cintre avec sculptures, sont encadrées de colonnes doriques et ioniques superposées. Les combles s'éclairent par des œils-de-bœuf. 
À l'intérieur, on pourra notamment voir, dans le hall d'entrée, l'escalier à double révolution et son pont de pierre de six mètres de long, jeté au-dessus du vide, donnant accès au premier étage, ainsi que le salon, la bibliothèque, la salle à manger, un piano-forte en forme de clavecin de la Maison Érard daté de 1811, et en curiosité, un nécessaire de voyage ayant appartenu à la comtesse de Foidefond de Florian, Amantine de Bordeaux de Marville (1791-1869), grand-mère du comte Xavier de Florian.
Les extérieurs, s'enrichissent d'un jardin à la française donnant sur la façade arrière, où l'on peut voir une sculpture en bas-relief de Pomone récemment restaurée.

## Protection
Au titre des monuments historiques :
- l'hôtel, sauf parties classées est inscrit par arrêté du 4 novembre 1927 ;
- les façades et toitures ; l'escalier intérieur avec sa rampe ; la salle à manger et salon avec leur décor de lambris ; les murs de soutènement du jardin avec leur balustrade sont classés par arrêté du 31 décembre 1979.

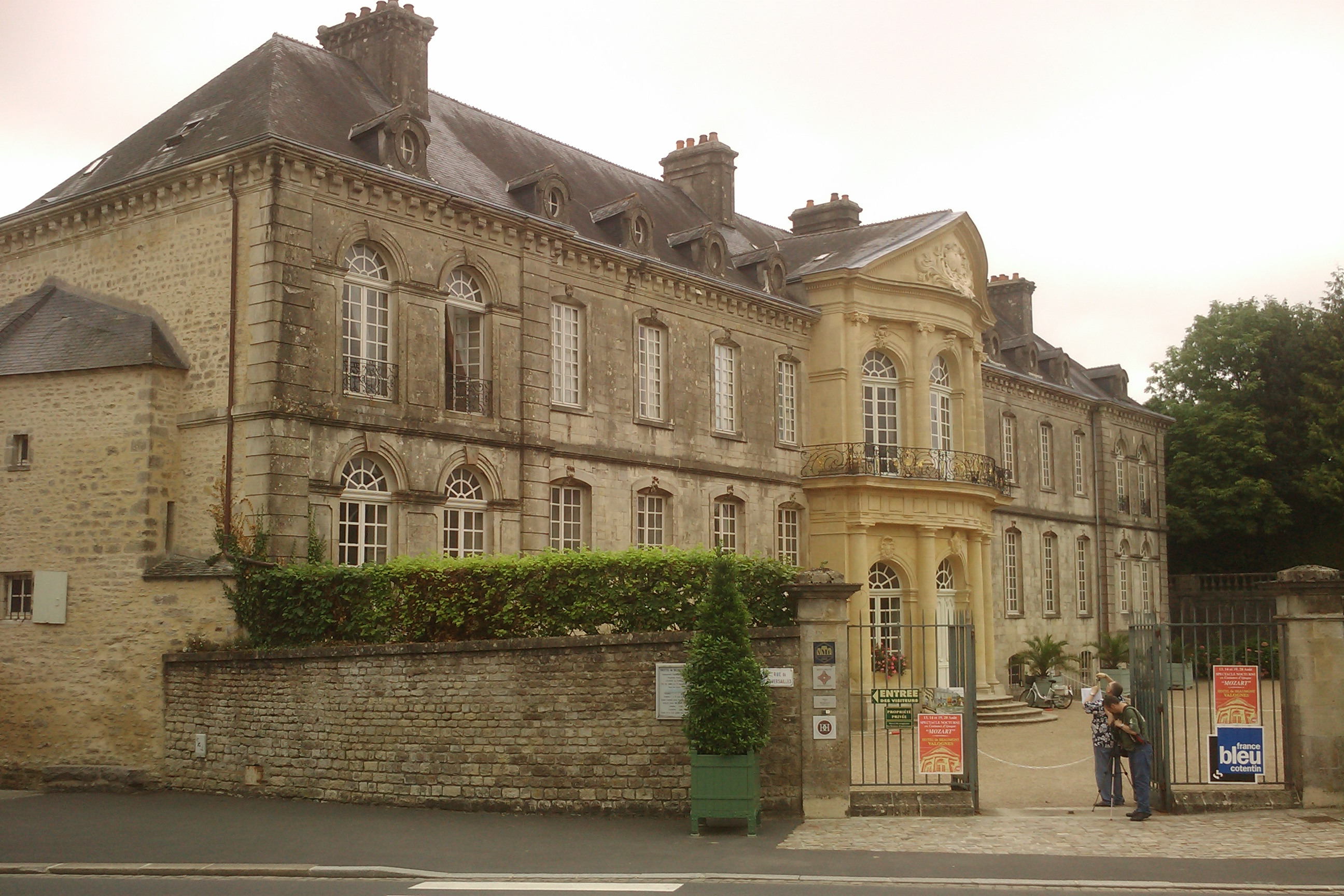
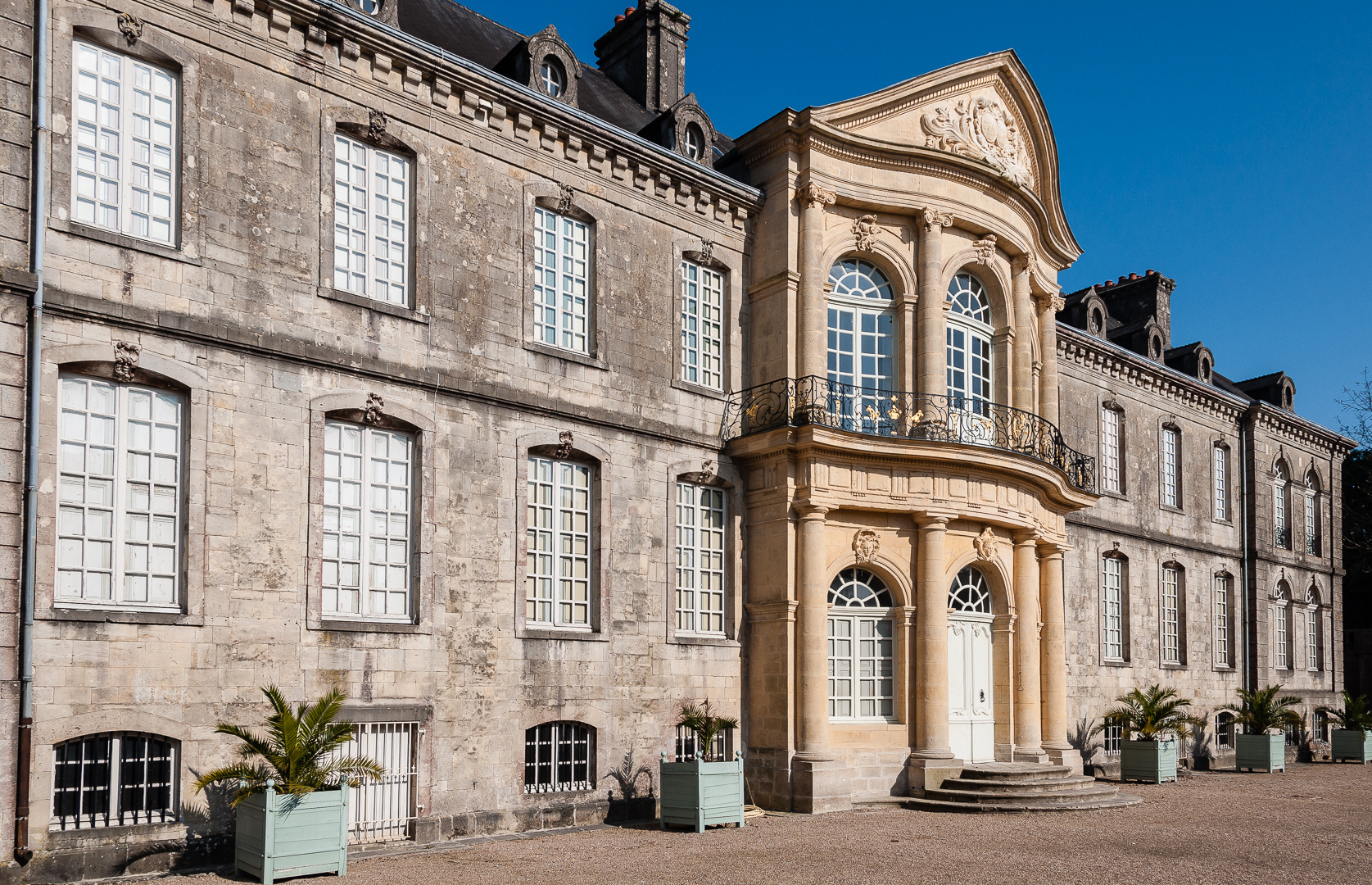
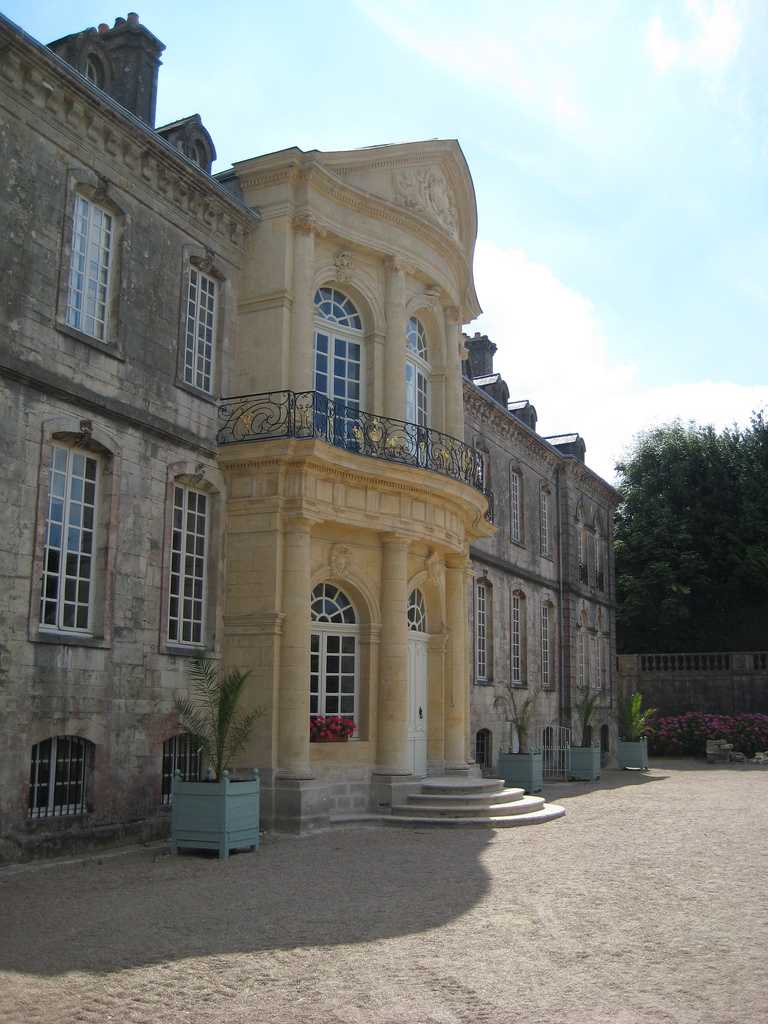
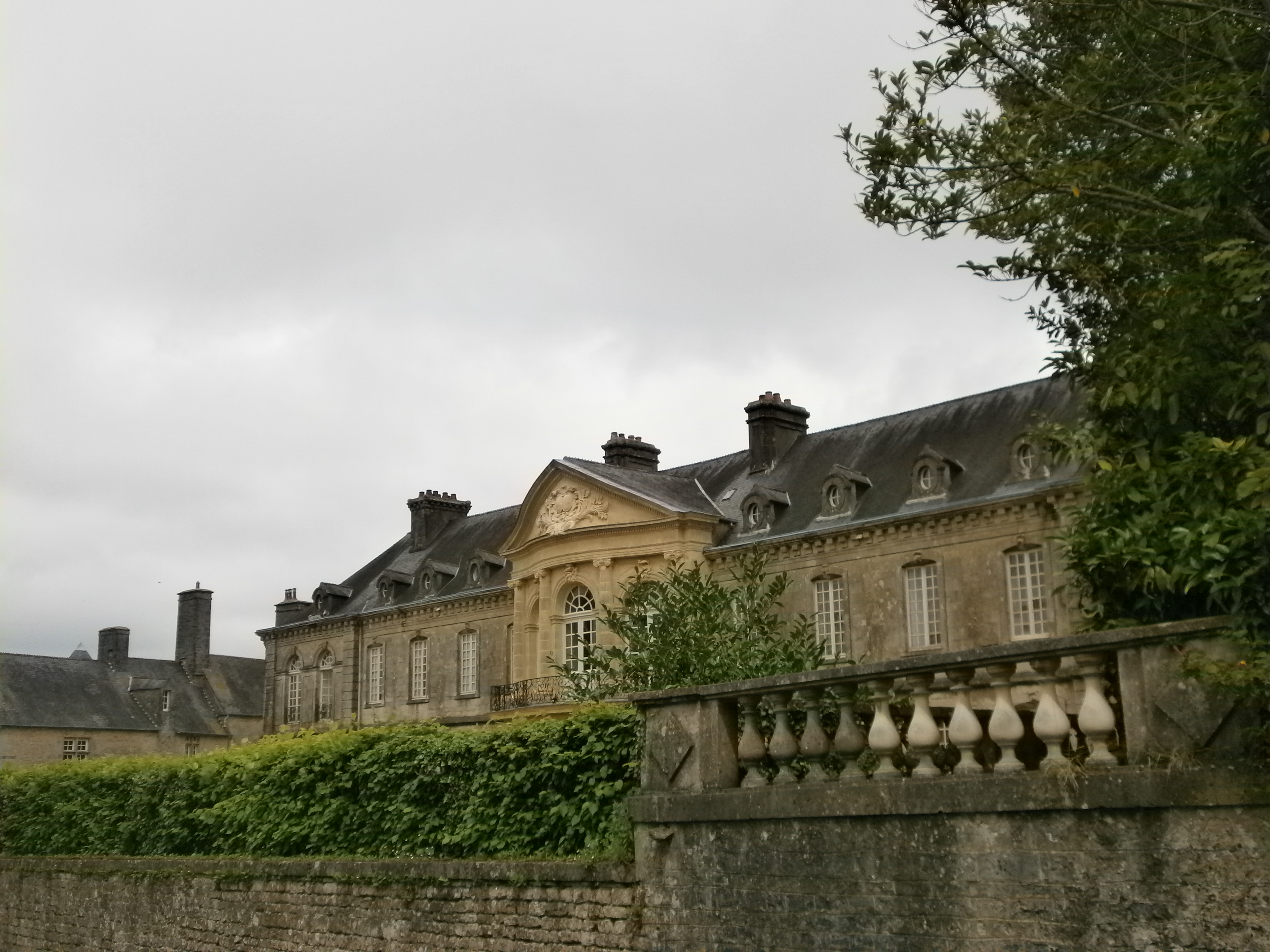
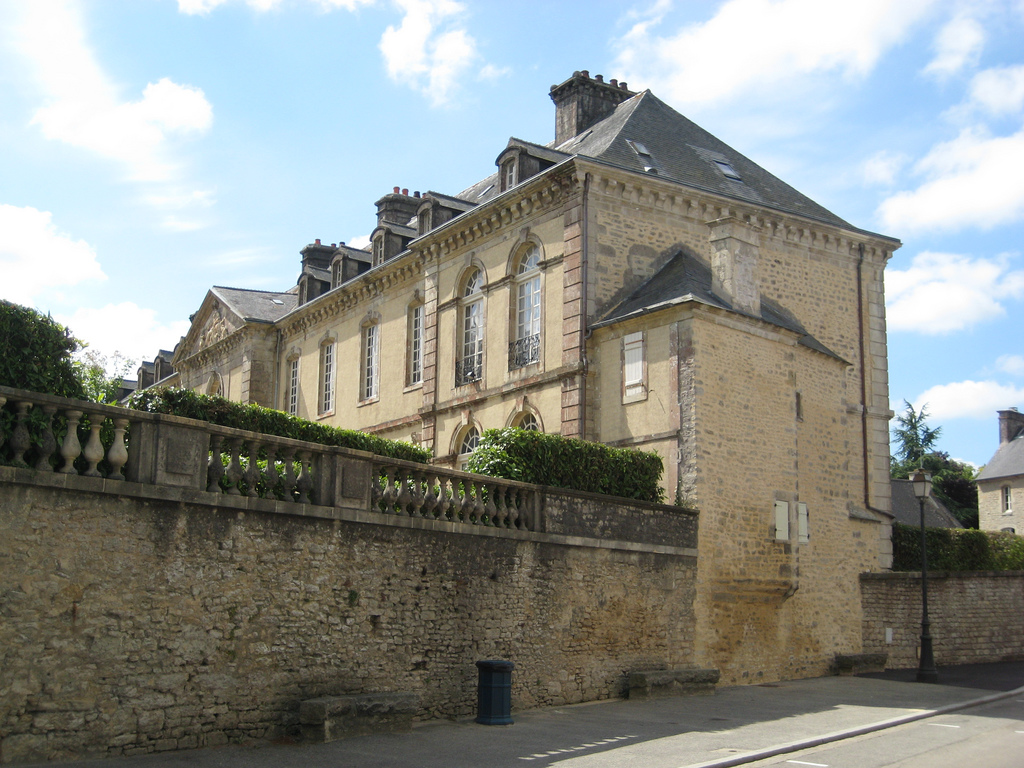
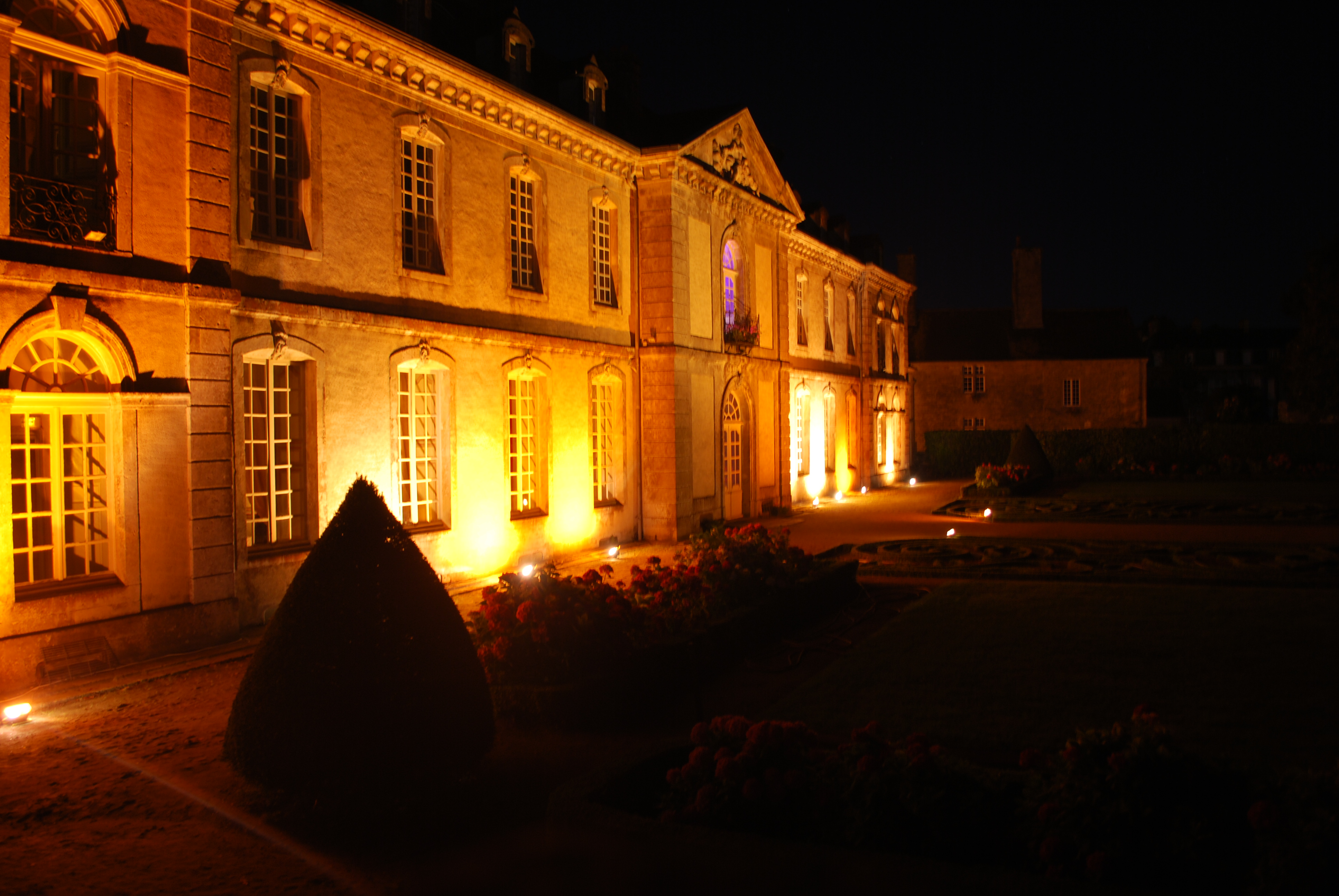

## Visite
L'hôtel de Beaumont se visite du 1er juillet au 15 septembre ainsi que lors des week-ends de printemps et toute l'année pour les groupes.